# Comté de Thurston (Washington)
Pour les articles homonymes, voir Comté de Thurston.
Le comté de Thurston (anglais : Thurston County) est un comté de l’État américain de Washington. Son siège est Olympia, la capitale de l’État. Selon le recensement de 2000, sa population est de 234 670 habitants.

## Géolocalisation
| Comté de Mason        |                   | Comté de Pierce |
| Comté de Grays Harbor | Comté de Thurston |                 |
|                       | Comté de Lewis    |                 |